# 40 وينكس
40 وينكس (بالإنجليزية: 40 Winks)‏ لعبة فيديو بلاي ستيشن تم تطويرها من قبل شركةيوروكوم وتم نشرها من قبل شركة جي تي إنتراكتيف في 14 نوفمبر 1999 في أمريكا الشمالية و نوفمبر 1999 في أوروبا وهي عبارة عن صبي يدعى روف وفتاة تدعى تامبل يعيشان في بيت مسكون بالأشباح ويحاولان هزيمة العجوز الشرير.

## القصة
تبدا القصة عندما والده الطفلان تريد ان تحكي لهما قصة للنوم ولكنهما لا يناما والطفل روف وأخته تامبل ينظران إلى تحت السرير فيجدا مخلوقات خضراء غريبة الشكل وفي هذه الأثناء يقوم العجوز ومساعده الدب بعمل مخططات لكي تخيف الطفلان وتجعلهما يخرجان من البيت ولكن ينتصر عليها الطفلان ويهرب العجوز ومساعده إلى مكان آخر.

## طريقة اللعب
يختار اللاعب الصبي (يمسك شمعة) أو الفتاه (تمسك دمية) وبعد ذلك توجد محطات للعبة كل محطه لها 3 مستويات ويجب على اللاعب جمع 40 وينكس ويواجه العديد من المصاعب والمخاطر من قبل أعوان الشر.